# Antonio d'Asburgo-Lorena
Antonio d'Asburgo-Lorena, in tedesco: Anton Maria Franz Leopold Blanka Karl Joseph Ignaz Raphael Michael Niceta Margareta von Habsburg-Loethringen (Vienna, 20 marzo 1901 – Salisburgo, 22 ottobre 1987), fu un membro della famiglia imperiale austriaca, nato arciduca d'Austria, principe reale di Boemia e d'Ungheria e principe di Toscana.

## Biografia

### Origini familiari
Antonio era il terzo figlio dei dodici figli dell'arciduca Leopoldo Salvatore, figlio di Carlo Salvatore di Toscana e della principessa Maria Immacolata delle Due Sicilie, e dell'infanta spagnola Bianca, figlia maggiore del principe Carlo Maria di Borbone-Spagna, duca di Madrid, e della principessa Margherita di Borbone-Parma.

### Matrimonio
Il 26 luglio 1931 sposò, al Castello di Peleș, Ileana di Romania, figlia minore del re Ferdinando I di Romania e di Maria di Sassonia-Coburgo-Gotha. Dopo il matrimonio, il fratello di Ileana, Carlo II, impose alla coppia di vivere al di fuori della Romania per motivi politici, dal momento che il popolo rumeno non avrebbe accettato un matrimonio con un membro della Casa d'Asburgo-Lorena. La coppia, inizialmente, visse a Monaco di Baviera e a Vienna e poi nel castello Sonnberg in Austria. Dall'unione nacquero sei figli:
- arciduca Stefano d'Austria, Principe di Toscana (1932-1998);
- arciduchessa Maria Ileana d'Austria, Principessa di Toscana (1933-1959);
- arciduchessa Alessandra d'Austria, Principessa di Toscana (1935);
- arciduca Domenico d'Austria, Principe di Toscana (nato nel 1937);
- arciduchessa Maria Maddalena d'Austria, Principessa di Toscana (1939-2021);
- arciduchessa Elisabetta d'Austria, Principessa di Toscana (1942-2019);

Durante la seconda guerra mondiale, Antonio servì, fino alla fine del 1944, nell'esercito tedesco come pilota. Dopo la guerra, Antonio e sua la famiglia vissero prima in Svizzera, poi in Argentina e nei primi anni cinquanta negli Stati Uniti. Il matrimonio di Antonio e di Ileana finì con un divorzio, reso ufficiale il 29 maggio 1954. Ileana divenne monaca, Anton tornò a vivere in Austria.

### Morte
Morì il 22 ottobre 1987 all'età di ottantasei anni. La sua tomba si trova nel cimitero di Mondsee.

## Ascendenza
|                                         |                                  |                                       | Genitori                            |  |  | Nonni |  |  | Bisnonni               |  |  | Trisnonni                 |  |
|                                         |                                  |                                       |                                     |  |  |       |  |  | Leopoldo II di Toscana |  |  | Ferdinando III di Toscana |  |
|                                         |                                  |                                       |                                     |  |  |       |  |  | Leopoldo II di Toscana |  |  | Ferdinando III di Toscana |  |
|                                         |                                  | Luisa Maria Amalia di Borbone-Napoli  |                                     |  |  |       |  |  | Leopoldo II di Toscana |  |  |                           |  |
| Carlo Salvatore d'Asburgo-Lorena        |                                  |                                       |                                     |  |  |       |  |  | Leopoldo II di Toscana |  |  |                           |  |
|                                         |                                  | Maria Antonia di Borbone-Due Sicilie  | Francesco I delle Due Sicilie       |  |  |       |  |  |                        |  |  |                           |  |
|                                         |                                  | Maria Antonia di Borbone-Due Sicilie  | Francesco I delle Due Sicilie       |  |  |       |  |  |                        |  |  |                           |  |
|                                         |                                  | Maria Antonia di Borbone-Due Sicilie  | Maria Isabella di Borbone-Spagna    |  |  |       |  |  |                        |  |  |                           |  |
| Leopoldo Salvatore d'Asburgo-Lorena     |                                  | Maria Antonia di Borbone-Due Sicilie  |                                     |  |  |       |  |  |                        |  |  |                           |  |
|                                         |                                  | Ferdinando II delle Due Sicilie       | Francesco I delle Due Sicilie       |  |  |       |  |  |                        |  |  |                           |  |
|                                         |                                  | Ferdinando II delle Due Sicilie       | Francesco I delle Due Sicilie       |  |  |       |  |  |                        |  |  |                           |  |
|                                         |                                  | Ferdinando II delle Due Sicilie       | Maria Isabella di Borbone-Spagna    |  |  |       |  |  |                        |  |  |                           |  |
| Maria Immacolata di Borbone-Due Sicilie |                                  | Ferdinando II delle Due Sicilie       |                                     |  |  |       |  |  |                        |  |  |                           |  |
|                                         |                                  | Maria Teresa d'Asburgo-Teschen        | Carlo d'Asburgo-Teschen             |  |  |       |  |  |                        |  |  |                           |  |
|                                         |                                  | Maria Teresa d'Asburgo-Teschen        | Carlo d'Asburgo-Teschen             |  |  |       |  |  |                        |  |  |                           |  |
|                                         |                                  | Maria Teresa d'Asburgo-Teschen        | Enrichetta di Nassau-Weilburg       |  |  |       |  |  |                        |  |  |                           |  |
| Antonio d'Asburgo-Lorena                |                                  | Maria Teresa d'Asburgo-Teschen        |                                     |  |  |       |  |  |                        |  |  |                           |  |
|                                         | Giovanni Carlo di Borbone-Spagna | Carlo Maria Isidoro di Borbone-Spagna |                                     |  |  |       |  |  |                        |  |  |                           |  |
|                                         | Giovanni Carlo di Borbone-Spagna | Carlo Maria Isidoro di Borbone-Spagna |                                     |  |  |       |  |  |                        |  |  |                           |  |
|                                         | Giovanni Carlo di Borbone-Spagna | Maria Francesca di Braganza           |                                     |  |  |       |  |  |                        |  |  |                           |  |
| Carlo Maria di Borbone-Spagna           | Giovanni Carlo di Borbone-Spagna |                                       |                                     |  |  |       |  |  |                        |  |  |                           |  |
|                                         |                                  | Maria Beatrice d'Austria-Este         | Francesco IV d'Austria-Este         |  |  |       |  |  |                        |  |  |                           |  |
|                                         |                                  | Maria Beatrice d'Austria-Este         | Francesco IV d'Austria-Este         |  |  |       |  |  |                        |  |  |                           |  |
|                                         |                                  | Maria Beatrice d'Austria-Este         | Maria Beatrice di Savoia            |  |  |       |  |  |                        |  |  |                           |  |
| Bianca di Borbone-Spagna                |                                  | Maria Beatrice d'Austria-Este         |                                     |  |  |       |  |  |                        |  |  |                           |  |
|                                         |                                  | Carlo III di Parma                    | Carlo II di Parma                   |  |  |       |  |  |                        |  |  |                           |  |
|                                         |                                  | Carlo III di Parma                    | Carlo II di Parma                   |  |  |       |  |  |                        |  |  |                           |  |
|                                         |                                  | Carlo III di Parma                    | Maria Teresa di Savoia              |  |  |       |  |  |                        |  |  |                           |  |
| Margherita di Borbone-Parma             |                                  | Carlo III di Parma                    |                                     |  |  |       |  |  |                        |  |  |                           |  |
|                                         |                                  | Luisa Maria di Borbone-Francia        | Carlo Ferdinando di Borbone-Francia |  |  |       |  |  |                        |  |  |                           |  |
|                                         |                                  | Luisa Maria di Borbone-Francia        | Carlo Ferdinando di Borbone-Francia |  |  |       |  |  |                        |  |  |                           |  |
|                                         |                                  | Luisa Maria di Borbone-Francia        | Carolina di Borbone-Due Sicilie     |  |  |       |  |  |                        |  |  |                           |  |
|                                         |                                  | Luisa Maria di Borbone-Francia        |                                     |  |  |       |  |  |                        |  |  |                           |  |